# The Wild Stallion
The Wild Stallion is een film die in 2009 in première ging. In de hoofdrol spelen Robert Wagner, Paul Sorvino, Miranda Cosgrove, Connie Sellecca en Fred Ward. De film is gedistribueerd door Myriad Pictures.
De originele titel van de film was Last of the Mustangs.

## Plot
The Wild Stallion gaat over een meisje, Hannah genaamd (Miranda Cosgrove) die besluit om foto's te gaan maken van paarden, voor haar schoolproject. Nadat ze een ranch bezocht heeft en verliefd geworden is op de paarden, krijgt Hannah te maken met illegale handel in mustangs.

## Rolverdeling
- Miranda Cosgrove - Hannah Mills
- Danielle Chuchran - C.J.
- Fred Ward - Frank Mills
- Connie Sellecca - Mattie
- Robert Wagner - Novak
- Paul Sorvino - Nolan
- K.C. Clyde - Dallas
- Carlisle Studer - Lilly
- RaeAnn Christensen Ellie
- Scotty Meeks
- Gib Gerard - Ty
- Bob Lanoue - Virgil